# Robert Coffy

Kardinalswappen von Robert Coffy

 Robert-Joseph Kardinal Coffy  (* 24. Oktober 1920 in Le Biot, Frankreich; † 15. Juli 1995 in Saint-Zacharie, Frankreich) war Erzbischof von Marseille.

## Leben
Robert Coffy studierte am Priesterseminar von Annecy die Fächer Philosophie und Katholische Theologie und empfing am 28. Oktober 1944 das Sakrament der Priesterweihe. In den Jahren 1944 bis 1949 betrieb er weiterführende Studien in Lyon und arbeitete zeitweise als Seelsorger in Annecy. Ab 1949 gehörte er der Fakultät des Priesterseminars von Annecy an, die er in den Jahren 1952 bis 1956 als Regens leitete.
Von 1956 bis 1967 wirkte er als Generalvikar des Bistums Annecy, ehe er im Jahre 1967 von Papst Paul VI. zum Bischof von Gap ernannt wurde. Die Bischofsweihe spende ihm am 23. April 1967 Jean Sauvage, Bischof von Annecy; Mitkonsekratoren waren André Charles Collini, Bischof von Ajaccio, und Paul-Marie François Rousset, Weihbischof in Lyon. 1974 wurde er Erzbischof von Albi und 1985 Erzbischof von Marseille. Papst Johannes Paul II. nahm ihn 1991 als Kardinalpriester mit der Titelkirche San Luigi Maria Grignion de Montfort in das Kardinalskollegium auf.
Robert Kardinal Coffy starb am 15. Juli 1995 an einer Krebserkrankung und wurde in der Kathedrale von Marseille beigesetzt.